# Christian Ericsson
Christian Ericsson (* 23. Dezember 1973 in Ljungby) ist ein ehemaliger schwedischer Handballspieler, der zumeist als rechter Rückraumspieler eingesetzt wurde.
Der 1,93 m große Ericsson spielte für die schwedischen Vereine Ljungby HK, Växjö HF und LUGI HF. Im Jahr 2000 kam er in die deutschen Handball-Bundesliga zum TSV Bayer Dormagen. In der Saison 2001/02 lief er für den TV Großwallstadt auf. Anschließend ließ er bei HK Drott seine Karriere ausklingen.
In der Schwedischen Nationalmannschaft debütierte Christian Ericsson 1997. Bei der Weltmeisterschaft 1999 schlug er im Finale die Russische Mannschaft und wurde Weltmeister. Zwei Jahre später stand er erneut im Finale einer WM, unterlag diesmal aber Frankreich. Bis 2004 bestritt er 49 Länderspiele, in denen er 73 Tore erzielte.